# Coupe de Suisse de hockey sur glace 1959-1960
Navigation
1958-1959 1960-1961
La Coupe de Suisse de hockey sur glace 1959-1960 est la 4e édition de cette compétition de hockey sur glace organisée par la Fédération suisse de hockey sur glace. La Coupe a débuté le 8 novembre 1959 et s'est terminée le 12 mars 1960 avec la victoire du Zürcher SC sur le HC Viège.

## Formule
La compétition se déroule en 6 tours. Les vainqueurs d'un tour se qualifient directement pour le suivant.

## Participants
| Ligue nationale A (LNA)             | Ligue nationale B (LNB) | Ligues inférieures | Ligues inférieures     |
| ----------------------------------- | ----------------------- | ------------------ | ---------------------- |
| HC Ambrì-Piotta                     | HC La Chaux-de-Fonds    | EHC Aarau          | EHC Rheinfelden        |
| HC Bâle-Rotweiss                    | HC Gottéron             | EHC Bassersdorf    | EHC Rot-Blau Bern (de) |
| CP Berne                            | Grasshopper Club Zurich | HC Bienne          | HC Soleure             |
| Lausanne HC                         | EHC Kloten              | EHC Binnigen       | Star Lausanne HC       |
| Neuchâtel Sports Young Sprinters HC | SC Langnau              | EHC Effretikon     | EHC Thun               |
| Zürcher SC                          | HC Martigny             | CP Fleurier        | Urania Genève Sport    |
|                                     | Servette HC (T)         | HC Le Locle        | EHC Veltheim           |
|                                     | HC Sion                 | HC Lugano          | EHC Winterthour        |
|                                     | HC Viège                | HC Petit-Huningue  | HC Yverdon-les-Bains   |
|                                     |                         | SC Rapperswil-Jona |                        |

## Nombre d'équipes par ligue et par tour
| Ligue/Manche                | Premier tour | Deuxième tour | Huitièmes de finale | Quarts de finale | Demi- finales | Finale |
| --------------------------- | ------------ | ------------- | ------------------- | ---------------- | ------------- | ------ |
| LNA 6 clubs                 | Aucun        | 6             | 6                   | 5                | 3             | 1      |
| LNB 9 clubs                 | Aucun        | 8             | 8                   | 3                | 1             | 1      |
| Ligues inférieures 19 clubs | 6            | 16            | 2                   | Aucun            | Aucun         | Aucun  |
| Total                       | 6            | 30            | 16                  | 8                | 4             | 2      |

## Résultats

### Premier tour
|  | EHC Veltheim | 0-5 Forfait | EHC Bassersdorf |  |

| 11 novembre 1959 | EHC Thun | 6-3 (0-2, 2-1, 4-0) | EHC Rot-Blau Bern (de) |  |

| 19 novembre 1959 | CP Fleurier | 10-0 (1-0, 5-0, 4-0) | HC Yverdon-les-Bains |  |

### Deuxième tour
| 31 octobre 1959 | HC Lugano | 10-1 (6-1, 2-0, 2-0) | EHC Rheinfelden |  |

| 11 novembre 1959 | CP Berne | 11-0 (1-0, 5-0, 6-0) | HC Petit-Huningue |  |

| 13 novembre 1959 | Star Lausanne HC | 0-3 (0-1, 0-2, 0-0) | Servette HC (T) |  |

| 14 novembre 1959 | HC Viège | 11-0 (4-0, 4-0, 3-0) | Urania Genève Sport |  |

| 14 novembre 1959 | Neuchâtel Sports Young Sprinters HC | 19-1 (6-1, 6-0, 7-0) | EHC Binnigen |  |

| 14 novembre 1959 | EHC Winterthour | 3-8 (0-5, 1-1, 2-2) | HC Gottéron |  |

| 14 novembre 1959 | EHC Bassersdorf | 2-11 (1-4, 1-3, 0-4) | HC Bâle-Rotweiss |  |

| 19 novembre 1959 | HC Ambrì-Piotta | 9-3 (2-1, 3-0, 4-2) | SC Rapperswil-Jona |  |

| 21 novembre 1959 | HC Sion | 1-3 (1-2, 0-1, 0-0) | HC Bienne |  |

| 21 novembre 1959 | SC Langnau | 11-2 | HC Soleure |  |

| 21 novembre 1959 | CP Fleurier | 3-4 (pr) (2-0, 1-0, 0-3, 0-1) | HC Martigny |  |

| 21 novembre 1959 | EHC Effretikon | 3-15 | Grasshopper Club Zurich |  |

| 24 novembre 1959 | HC La Chaux-de-Fonds | 17-1 (5-0, 6-1, 6-0) | EHC Thun |  |

| 27 novembre 1959 | EHC Aarau | 1-20 (0-10, 0-7, 1-3) | Zürcher SC |  |

|  | HC Le Locle | 0-5 Forfait | Lausanne HC |  |

### Huitièmes de finale
| 21 novembre 1959 | HC Gottéron | 3-5 (2-0, 0-4, 1-1) | HC Bâle-Rotweiss |  |

| 21 novembre 1959 | EHC Kloten | 2-6 (1-2, 1-1, 0-3) | HC Ambrì-Piotta |  |

| 24 novembre 1959 | Neuchâtel Sports Young Sprinters HC | 4-1 (3-0, 1-1, 0-0) | Grasshopper Club Zurich |  |

| 27 novembre 1959 | HC Bienne | 2-3 (pr) (1-2, 1-0, 0-0, 0-1) | Lausanne HC |  |

| 28 novembre 1959 | SC Langnau | 3-4 (pr) (2-1, 0-2, 1-0, 0-1) | Servette HC (T) |  |

| 10 janvier 1960 | HC Lugano | 1-13 (0-4, 0-6, 1-3) | Zürcher SC |  |

|  | HC La Chaux-de-Fonds | 5-0 Forfait | HC Martigny |  |

### Quarts de finale
| 9 décembre 1959 | HC Bâle-Rotweiss | 4-2 (2-1, 1-1, 1-0) | Neuchâtel Sports Young Sprinters HC |  |

| 29 décembre 1959 | HC Viège | 6-2 (3-1, 1-0, 2-1) | HC La Chaux-de-Fonds |  |

| 13 janvier 1960 | Servette HC (T) | 4-7 (1-4, 2-0, 1-3) | Lausanne HC |  |

| 3 février 1960 | Zürcher SC | 5-2 (0-1, 2-1, 3-0) | HC Ambrì-Piotta |  |

### Demi-finales
| 2 février 1960 | HC Viège | 8-2 (1-1, 3-1, 4-0) | Lausanne HC |  |

| 23 février 1960 | HC Bâle-Rotweiss | 4-7 (2-2, 2-4, 0-1) | Zürcher SC |  |

### Finale
| 12 mars 1960 | HC Viège | 2-5 (0-1, 0-1, 2-3) | Zürcher SC | Kunsteisbahn Litterna, Viège 4 200 5 000 spectateurs |